# Falso pulgar

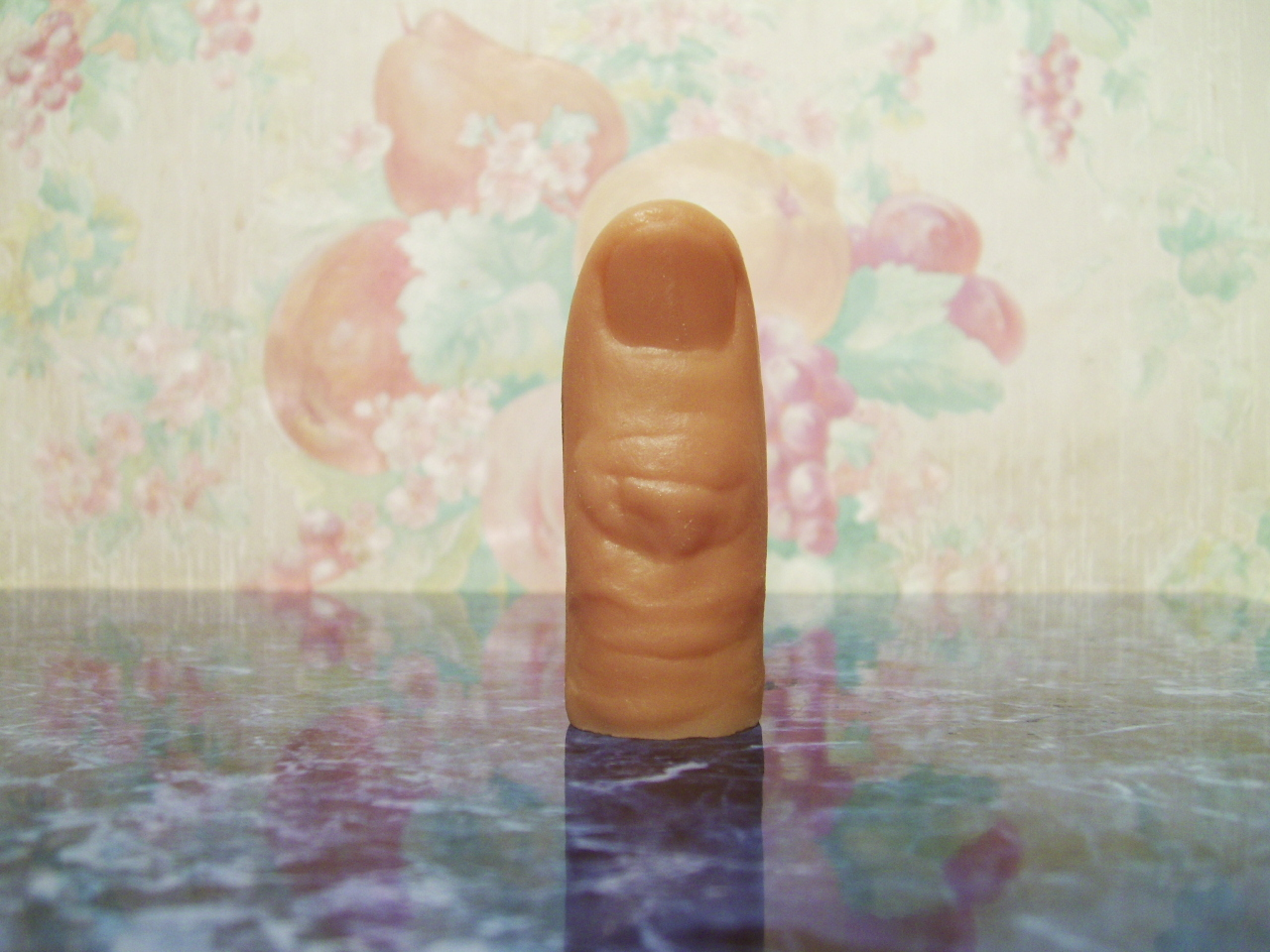
Imagen del dispositivo.

El falso pulgar, también llamado FP, dedil o thumb tip, es un accesorio usado por los magos para hacer desaparecer, aparecer, o intercambiar objetos.

El efecto clásico que utiliza este principio es tener un pañuelo en la parte superior del puño izquierdo. Después de presionarlo hacia adentro con el pulgar derecho, el puño izquierdo es abierto para mostrar que el pañuelo ha desaparecido. En otros casos es posible hacer desaparecer monedas, billetes y otros objetos pequeños de manera similar.

## Técnica

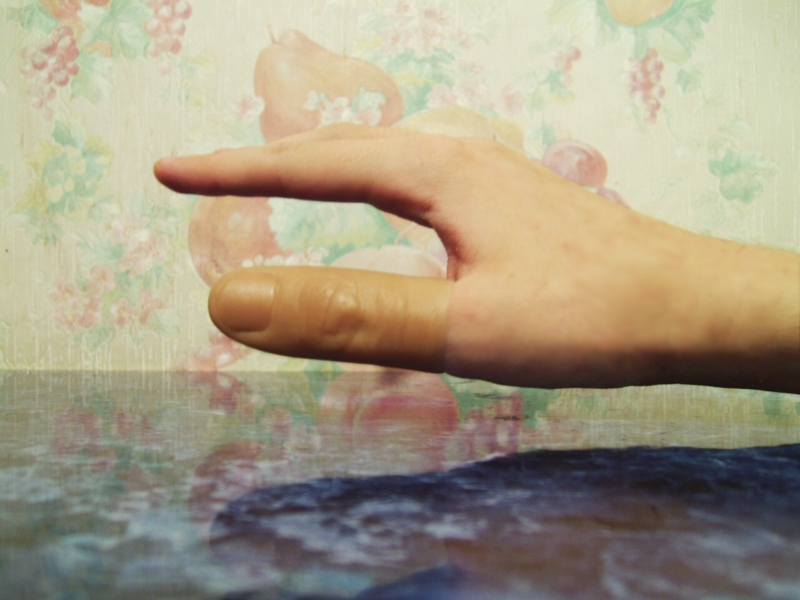
Falso pulgar en la mano.

Estas desapariciones y apariciones se llevan a cabo por medio de un pulgar de plástico o goma de color carne, el cual calza perfectamente sobre el pulgar dejando un pequeño espacio para alojar los objetos.
Para realizar las desapariciones, el accesorio (vacío) debe colocarse en el pulgar derecho antes de realizar el juego. El ejecutante con la mano derecha quita el falso pulgar sosteniéndolo en forma de puño, luego ingresa el pañuelo en el falso pulgar con los dedos para posteriormente colocarlo de nuevo en el pulgar derecho.
Si bien parece algo sencillo de realizar es algo que necesita mucha práctica. El mago que realiza trucos con falsos pulgares deberá mantener la mano en la que lo sostiene en movimiento y evitar doblar el pulgar para no levantar sospechas.

## Variaciones
Estos accesorios pueden incluir una pequeña cantidad de grafito que puede ser útil para escribir en forma secreta sobre el papel (mentalismo) o hilo invisible para realizar levitaciones. También existen falsos índices, anulares y coriales. Sistemas bastante en desuso.